# Emmet (Arkansas)
Emmet is een plaats (city) in de Amerikaanse staat Arkansas, en valt bestuurlijk gezien onder Hempstead County en Nevada County.

## Demografie
Bij de volkstelling in 2000 werd het aantal inwoners vastgesteld op 506.
In 2006 is het aantal inwoners door het United States Census Bureau geschat op 430, een daling van 76 (-15,0%).

## Geografie
Volgens het United States Census Bureau beslaat de plaats een oppervlakte van
3,9 km², geheel bestaande uit land. Emmet ligt op ongeveer 118 m boven zeeniveau.

## Plaatsen in de nabije omgeving
De onderstaande figuur toont nabijgelegen plaatsen in een straal van 24 km rond Emmet.